# Sierra Río Tinto
Sierra Río Tinto är en ås i Honduras.   Den ligger i departementet Departamento de Colón, i den nordöstra delen av landet, 250 km nordost om huvudstaden Tegucigalpa.